# Marek Kamiński
Marek Kamiński (Gdańsk, 1964. március 24. –) lengyel utazó, sarkutazó, író, fényképész, vállalkozó. Az első ember a világon, aki az Északi-sarkot és a Déli-sarkot elérte egy éven belül, külső támogatás nélkül. 1995. május 23-án Wojciech Moskallal eljutott az Északi-sarkra, 1995. december 27-én pedig egyedül elérte a Déli-sarkot.
A nyugat-pomerániai Połczyn-Zdrójban nevelkedett. 1982-ben végezte el az általános tantervű Władysław Broniewski Liceumot Koszalinban. Filozófiát és fizikát tanult a Varsói Egyetemen. Ő az alapítója az Invena cégnek és a Marek Kamiński Alapítványnak. Nyolc nyelven beszél: angolul, németül, olaszul, franciául, spanyolul, norvégül, oroszul és japánul.
Sopotban lakik feleségével és lányával.

## Fontosabb expedíciók
- 1977 – Dánia – az első önálló utazás, teherhajóval Aalborg kikötőbe utazott
- 1978 – Marokkó – hajóval Safi kikötőbe
- 1984 – Oroszország, Skandinávia, Németország, Románia, Bulgária, Görögország, Törökország, Jugoszlávia – autóstoppos utazás
- 1985 – Mexikó, Kuba (Mexico DF, Yucatan, Chiapas) – autóstoppos utazás
- 1987 – Mexikó, Kuba (Mexico DF, Yucatan, Oaxaca, Chihuahua, Chiapas) – autóstoppos utazás
- 1990 – Spitzbergák – az első magányos sarkvidéki expedíciója (kb. 350 km-t síelt)
- 1993 – „TransGrenland Expedicion” – az első lengyel Grönlandot átszelő expedíció (Wojciech Moskal-lal párban, kb. 660 km, 35 nap)
- 1995 – „Polacy na Biegun” („Lengyelek a Sarkra”) – első lengyelek az Északi-sarkon, Wojciech Moskal-lal párban (induló pont: Ward Hund sziget, 770 km, 72 nap)
- 1995 – „Polak na Biegunach” („Lengyel a Sarkokra”) – Déli-sark magányos meghódítása (induló pont: Berkner Island, 1400 km, 53 nap)
- 1996/1997 – „Solo TransAntarctica” – Antarktisz átkelésének magányos próbája (1450 km)
- 1997/1998 – Antarktisz – traverz az Ellsworth hegyeken, a Mount Vinson-ra mászás Leszek Cichy-vel
- 1998 – Kilimandzsáró Tanzániában és Mount Kosciuszko Ausztráliában
- 1998 – Bolivia – expedíció az Andokba, a Huayna Potosi csúcs megmászása, az Amazonas-medencébe utazás Borge Ousland-dal
- 1999 – az Atlanti-óceán áthajózása „Gemini” jachttal, Andrzej Piotrowski hajóssal
- 1999 – „Earth Expedition” – Gibson-sivatagot átszelő expedíció Ausztráliában (700 km, 60 nap)
- 2000 – „Race 2000” – az Atlanti-óceán áthajózása „Polfarma-Warta” katamaránnal, Roman Paszke hajóssal
- 2000 – „Greenland Expedition 2000” – utazás Grönlandon keresztül Wojciech Ostrowski-vel (600 km, 13 nap)
- 2000 – „Amazon Source 2000” – expedíció az Amazonas-forrásokhoz, National Geographic Society patronátussal
- 2001 – Zanzibár és Kilimandzsáró Tanzániában, Katarzyna Pisera-val
- 2001 – „North Pole 2001” – az első lengyel turista-expedíció az Északi-sarkra
- 2001 – expedíció a közép-keleti Dolomitokba (Olaszország), Cortino d’Ampezzo, Katarzyna Pisera-val és Leszek Cichy-vel
- 2003 – Utazás a Szentföldre – Jeruzsálem, Cezarea, Netania, Masada, Tel-Aviv, Jaffa, Katarzyna Pisera-val
- 2004 – „Együtt a Sarkokra” – expedíciók mindkét Sarkra egy évben, a nyomorék tizenöt éves fiú Janek Mela-val, Wojciech Ostrowski-vel és Wojciech Moskal-lal – Janek Mela az első nyomorék ember a világon, aki az Északi-sarkot és a Déli-sarkot ugyanabban az évben elérte
- 2005 – „Pontonnal a Balti-tenger körül” – ötnapi útvonal a „Solidarnosc” keletkezésének 25. évfordulója alkalmából, Miroslaw Kukulka-val és Wojciech Ostrowski-vel
- 2006 – „Baby on Board – Lengyelországon keresztül Pola-val” – utazás a Visztula- a leghosszabb lengyel folyó mentén, Katarzyna feleségével és Pola leányával
- 2007 – „Baby on Board – a Világ körül Pola-val” – a tervezett világ körüli utazásnak első szakasza: Norvégia (Oslo, Finnmarksvidda, Lofoten, Flamsbana), Katarzyna feleségével és Pola leányával

## Könyvei
- „Moje bieguny. Dzienniki z wypraw 1990–1998” (A Sarkaim. Naplók az expedíciókról 1990–1998), Ideamedia, Gdańsk 1998 – két díjat nyert: Gdańsk Legjobb Könyve 1998 és Legjobb Utazás v. Országjárásról Szóló Könyv 1998 évben
- „Moje wyprawy” (Az expedícióim), Pascal, Bielsko-Biała, 2001
- „Razem na Biegun” (Együtt a Sarkokra), Fundacja Marka Kaminskiego, Gdansk, 2005

## Filmjei
- „Zdobycie Bieguna Polnocnego.” (Északi-sark meghódítása.), rend. J. Surdel (1995)
- „Dwa Bieguny w jednym roku. Arctica” (Két Sark egy évben. Arktisz.), rend. J. Surdel (1995)
- „Dwa Bieguny w jednym roku. Antarctica” (Két Sark egy évben. Antarktisz.), rend. J. Surdel (1996)
- „Tamtego lata w Patriot Hills” (Azon a nyáron Partiott Hills-ban.)
- „Trzeci Biegun. Przerwana wyprawa.” (A harmadik Sark. Félbeszakított expedíció.), rend. J. Surdel (1997)
- „Transantarctica 96/97”, rend. J. Surdel (1997)
- „Dlaczego? Wyprawa na Mt. Vinson.” (Miért? Expedíció Mt. Vinson-ra), rend. W. Ostrowski (1998)
- „Portret meski we wnetrzu.” (Meghitt férfi arcképe) rend. F. Bajon (1999)
- „Grenlandia za plecami Marka Kaminskiego.” (Grönland Marek Kaminski háta mögött), rend. W. Ostrowski (2000)
- „Razem na Biegun” (Együtt a Sarkokra), rend. W. Ostrowski (2005)
- „White out. Wyprawa poza cien” (White out. Expedíció az árnyék mögé.) rend. W. Szumowski (2005)
- „Pontonem dookola Baltyku.” (Pontonnal a Balti-tenger körül), rend. W. Ostrowski (2005)
- „Z Pola przez Polske” (Lengyelországon keresztül Pola-val), rend. W. Szumowski (2007)

## Külső hivatkozások
- A Marek Kamiński Alapítvány honlapja (lengyelül és angolul)
- A Baby on Board honlapja (lengyelül és angolul)